# Adlan Varayev
Adlan Varayev, né le 2 janvier 1962 et mort le 4 mai 2016, est un lutteur libre russe en activité durant l'ère soviétique.

## Biographie
Adlan Varayev est sacré champion d'Europe de lutte espoir en 1982 dans la catégorie des moins de 68 kg. Il intègre l'équipe nationale soviétique en 1985. Il est sacré champion d'Europe trois années consécutives, de 1986 à 1988, remporte le titre mondial en 1987 et la médaille d'argent olympique en 1988.
Il devient par la suite entraîneur de lutte ; il est notamment entraîneur de l'équipe de Russie de lutte libre. Il a aussi été vice-président de la Fédération russe de lutte.
Dans la nuit du 3 au 4 mai 2016, alors qu'il souhaite se faire photographier devant une rivière en Tchétchénie, il glisse et se noie en tombant à l'eau. Son corps n'est pas retrouvé,.

## Palmarès

### Jeux olympiques
- Médaille d'argent en catégorie des moins de 74 kg en 1988 à Séoul

### Championnats du monde
- Médaille d'or en catégorie des moins de 74 kg en 1987 à Clermont-Ferrand
- Médaille d'argent en catégorie des moins de 74 kg en 1986 à Budapest

### Championnats d'Europe
- Médaille d'or en catégorie des moins de 74 kg en 1988 à Manchester
- Médaille d'or en catégorie des moins de 74 kg en 1987 à Veliko Tarnovo
- Médaille d'or en catégorie des moins de 74 kg en 1986 au Pirée

### Championnats d'Europe espoirs
- Médaille d'or en catégorie des moins de 68 kg en 1982 à Leipzig